# Киевская улица (Санкт-Петербург)
Ки́евская улица — улица в Московском районе Санкт-Петербурга. Проходит от Московского проспекта до Черниговской улицы. На запад продолжается улицей Красуцкого.

## История
Вплоть до начала 1900-х годов трасса Киевской улицы за пересечением с Лубенской улицей, напротив участка № 10 делала излом примерно на 45° вправо, примыкая к Черниговской улице под прямым углом напротив Мыловаренного завода Жукова. В дальнейшем Киевскую улицу спрямили, продлив её трассу на восток, в сторону линии Виндаво-Рыбинской железной дороги. В результате новый перекрёсток Киевской и Черниговской улиц оказался остроугольным (45°). Отрезанный участок Киевской улицы был вскоре поглощён территорией, на которой промышленник и купец С. И. Растеряев развернул путевое хозяйство своей частной товарной станции, названной Растеряево, выстроив многочисленные склады, позже вошедшие в историю под названием Бадаевских складов.

## История названия
Первоначально с 1836 года носила название Вашков переулок, по фамилии домовладельца. С 1849 года носила название Песочная улица, по характеру почвы местности, по которой проходит улица. Иногда употреблялся вариант 2-я Песочная улица.
Современное название Киевская улица присвоено 7 марта 1858 года.
Топонимический словарь неверно определяет принцип образования топонима «Киевская» в ряду близлежащих улиц, как якобы «наименованных по городам Украины». Прежде всего, слово Украина, хоть и существовало в 1858 году, но принципиально не могло играть роли системообразующего в обоснованиях, приводимых органами власти Российской империи. Современная Украина представляла в XIX веке лишь совокупность малороссийских губерний, но и они не составляли особой подгруппы в официальной статистике. Далее, «ряд близлежащих улиц» исчерпывается двумя названиями, данными 7 марта 1858 года: собственно Киевской, а также Черниговской. Отсюда, критерий, которым руководствовались власти Петербурга при выборе этих двух названий, может быть реконструирован формулой «по названиям двух соседних днепровских губерний»: юго-западная граница дореволюционной Черниговской губернии проходила по Днепру, вбирая в себя всю левобережную часть современного Киева.
Этот принцип для данного «топонимического куста» городская дума подтвердила, присвоив 16 февраля 1884 года название Смоленской улице, вновь проложенной параллельно Киевской, а 16 апреля 1887 года — Лубенской улице, идущей от Киевской на север, к Обводному каналу. И Полтавская губерния, к которой относятся Лубны, и Смоленская губерния также принадлежат числу днепровских, причём губернский город Смоленск, как и Киев, стоит на Днепре.

## Достопримечательности
- Бадаевские склады (дом 5; исторические склады Растеряева и обслуживающая их станция Растеряево имели юридический адрес по Киевской ул., д. 1)
- Масложировой комбинат Санкт-Петербурга
- Филиал МРЭО-3 Архивная копия от 31 января 2019 на Wayback Machine (дом 9)